# Dirck Hartog
Dirck Hartog (døbt 30. oktober 1580, Amsterdam – begravet 11. oktober 1621, Amsterdam) var en hollandsk søfarer og opdagelsesrejsende fra det 17. århundrede. Dirck Hartogs ekspedition var den anden europæiske til at gå i land på australsk jord (den første var Willem Janszoon med "Duyfken" i 1606 på vestsiden af Kap York-halvøen. Han efterlod en tinplade med inskriptioner og var hermed den første til at efterlade vidnesbyrd om sin landgang. Hans navn staves også Dirk Hartog eller Dierick Hartochsz. Ernest Giles kaldte ham Theodoric Hertoge.
Han kom fra en familie af søfarere og i en alder af 30 fik han kommandoen over sit første skib. Herefter sejlede han i flere år med handelsskibe til Østersøen og Middelhavet.
I 1616 blev han ansat hos Hollandske Ostindiske kompagni (VOC) og udpeget til kaptajn på skibet Eendracht (samdrægtighed), der var en del af en flåde, som sejlede fra Holland i januar mod Hollandsk Ostindien. I en storm blev Hartog og Eendracht adskilt fra de andre skibe og ankom alene til Kap det Gode Håb, Sydafrika).
Derfra sejlede Hartog over det Indiske Ocean mod Batavia (nuværende Jakarta), ved hjælp af (eller måske blæst ud af kurs af) de stærke vestenvinde kendt som "Roaring Forties". Disse vinde havde den hollandske søfarer Henderik Brouwer tidligere angivet som en mulig hurtigere vej til Java. Den 25. Oktober 1616, ved omkring 26° sydlig bredde, stødte Hartog og hans mandskab uventet på flere ubeboede øer. Han gik i land på en ø ved Shark Bay, Western Australia, som i dag er opkaldt efter ham (Dirk Hartog Island). Det var den anden registrerede europæiske landgang i Australien. Den første blev gjort af Willem Janszoon).
Hartog brugte tre dage på at undersøge kysten og de omkringliggende øer. Landet kaldte han Eendrachtsland efter sit skib, men navnet bruges ikke længere. Han efterlod en tinplade på en pæl, som nu kendes som Hartogpladen. På pladen var der indgraveret følgende (oversat fra hollandsk):
- 25. Oktober 1616 ankom skibet Eendracht, Amsterdam: Supercargo Gilles Miebais fra Liege, kaptajn Dirch Hatichs fra Amsterdam. 27 d[itt]o. Satte sejl igen mod Bantam. Anden supercargo Jan Stins, overstyrmand Pieter Doores fra Bil. I året 1616.

Uden at finde noget af interesse sejlede Hartog nordpå langs Western Australias ukendte kyst og kortlagde kysten op til den 22. breddegrad,. Derefter sejlede han væk fra kysten og mod Batavia, hvor han ankom December 1616, fem måneder senere end planlagt.
Dirk Hartog forlod VOC i 1617 og genoptog handelssejlads på Østersøen.
Firs år senere i 1696 gik den hollandske opdagelsesrejsende Willem de Vlamingh i land på Dirk Hartog Island og fandt ved et tilfælde Hartogs plade, som lå halvt begravet i sandet. Han erstattede den med en ny plade, som gengav Hartogs originale inskription og tilføjede sine egne oplysninger. Han tog Hartogs originale plade tilbage til Amsterdam, hvor den nu kan ses på Rijksmuseum.
I 1985 udgav Australia Post et frimærke med Hartogs skib.